# ザール (競走馬)
ザール (Xaar) とは、イギリス生まれの競走馬、種牡馬である。

## 経歴

### 競走馬時代
1997年（2歳）、7月にデビューし、デビュー戦で初勝利を挙げ、重賞初挑戦となったカブール賞 (G3) を制し、重賞初勝利を挙げる。続くモルニ賞 (G1) は2着だったが、サラマンドル賞 (G1) とデューハーストステークス (G1) を連勝し、この年のカルティエ賞最優秀2歳牡馬に選出された。
1998年（3歳）、クレイヴァンステークス (G3) を制したが、2000ギニー (G1) で4着、ギョームドルナーノ賞 (G2) で2着、チャンピオンステークス (G1) 3着と勝ちきれなかった。
1999年（4歳）、ゴドルフィンの所有馬となりサイード・ビン・スルール厩舎に転厩し、プリンスオブウェールズステークス (G2) で3着、エクリプスステークス (G1) で2着となり、このレースを最後に競走馬を引退することになった。

## 種牡馬成績
2000年（5歳）、この年からオーストラリアのアローフィールドスタッドにて種牡馬となり、翌年から2005年まではアイルランドのキルダンガンスタッドとシャトル供用されていた。
2007年（12歳）、日本に輸入され、ダーレージャパンスタリオンコンプレックスで繋養され、翌年より日本で供用を開始した。2012年11月にアイルランドに輸出されている。

### 主な産駒
日本登録馬以外はGI競走優勝馬のみ記載。
GI競走優勝馬
- 2007年産
  - Xtension（チャンピオンズマイル連覇）

地方重賞優勝馬
- 2011年産
  - マンハッタンヘンジ（師走賞、すみれ賞）
- 2012年産
  - シゲルウチワマツリ（佐賀桜花賞）

### ブルードメアサイアーとしての主な産駒
- 2013年産
  - Harzand（英ダービー、愛ダービー）
  - Yankee Rose（サイアーズプロデュースステークス、スプリングチャンピオンステークス）
- 2014年産
  - Accidental Agent（クイーンアンステークス）

## 血統表
| ザールの血統         | ザールの血統                 | ザールの血統             | （血統表の出典）         | （血統表の出典） |
| 父系                 | ミスタープロスペクター系     | ミスタープロスペクター系 | ミスタープロスペクター系 | [ § 2 ]          |
| 父 Zafonic 1990 鹿毛 | 父の父Gone West 1984 鹿毛    | Mr. Prospector           | Raise a Native           | Raise a Native   |
| 父 Zafonic 1990 鹿毛 | 父の父Gone West 1984 鹿毛    | Mr. Prospector           | Gold Digger              |                  |
| 父 Zafonic 1990 鹿毛 | 父の父Gone West 1984 鹿毛    | Secrettame               | Secretariat              | Secretariat      |
| 父 Zafonic 1990 鹿毛 | 父の父Gone West 1984 鹿毛    | Secrettame               | Tamerett                 |                  |
| 父 Zafonic 1990 鹿毛 | 父の母Zaizafon 1982 栗毛     | The Minstrel             | Northern Dancer          | Northern Dancer  |
| 父 Zafonic 1990 鹿毛 | 父の母Zaizafon 1982 栗毛     | The Minstrel             | Fleur                    |                  |
| 父 Zafonic 1990 鹿毛 | 父の母Zaizafon 1982 栗毛     | Mofida                   | Right Tack               | Right Tack       |
| 父 Zafonic 1990 鹿毛 | 父の母Zaizafon 1982 栗毛     | Mofida                   | Wold Lass                |                  |
| 母 Monroe 1977 鹿毛  | 母の父Sir Ivor 1965 鹿毛     | Sir Gaylord              | Turn-to                  | Turn-to          |
| 母 Monroe 1977 鹿毛  | 母の父Sir Ivor 1965 鹿毛     | Sir Gaylord              | Somethingroyal           |                  |
| 母 Monroe 1977 鹿毛  | 母の父Sir Ivor 1965 鹿毛     | Attica                   | Mr. Trouble              | Mr. Trouble      |
| 母 Monroe 1977 鹿毛  | 母の父Sir Ivor 1965 鹿毛     | Attica                   | Athenia                  |                  |
| 母 Monroe 1977 鹿毛  | 母の母Best in Show 1965 栗毛 | Traffic Judge            | Alibhai                  | Alibhai          |
| 母 Monroe 1977 鹿毛  | 母の母Best in Show 1965 栗毛 | Traffic Judge            | Traffic Court            |                  |
| 母 Monroe 1977 鹿毛  | 母の母Best in Show 1965 栗毛 | Stolen Hour              | Mr. Busher               | Mr. Busher       |
| 母 Monroe 1977 鹿毛  | 母の母Best in Show 1965 栗毛 | Stolen Hour              | Late Date                |                  |
| 母系(F-No.)          | 8号族(FN:8-f)                | 8号族(FN:8-f)            | 8号族(FN:8-f)            | [ § 3 ]          |
| 5代内の近親交配      | Somethingroyal 4×5=9.38%     | Somethingroyal 4×5=9.38% | Somethingroyal 4×5=9.38% | [ § 4 ]          |
| 出典                 | 1. 2. 3. 4.                  | 1. 2. 3. 4.              | 1. 2. 3. 4.              | 1. 2. 3. 4.      |